# Лаакманн, Анни
Анни Лаакманн (нем. Anni Laakmann; род. 5 января 1937, Райнберг) — немецкая шахматистка, мастер ФИДЕ среди женщин (1983).

## Биография
В 1970-е годы была одной из ведущих шахматисток Федеративной Республики Германии (ФРГ). Многократная участница чемпионатов ФРГ по шахматам среди женщин, в которых четыре раза становилась победительницей (1970, 1972, 1974, 1976). Представляла сборную ФРГ на шахматных олимпиадах, в которых участвовала шесть раз (1972—1982) и в командном зачете завоевала бронзовую (1978) медаль. В 1973 году в составе сборной ФРГ участвовала в командном розыгрыше кубка Северных стран, в котором на своей доске победила во всех партии. В 1975 году в Пуле участвовала в зональном турнире отборочного цикла чемпионата мира по шахматам среди женщин.
Во второй половине 1980-х закончила свою карьеру шахматистки.